# Alfred Bruyenne
Alfred Bruyenne, connu aussi sous le nom de Alfred Bruyenne, né le 8 avril 1882 à Lille et mort le 10 novembre 1962 dans la même ville,,, est un gymnaste artistique français.

## Biographie
Alfred Bruyenne remporte avec l'équipe de France de gymnastique la médaille de bronze au concours général par équipes aux Jeux olympiques d'été de 1920 à Anvers. 